# Radoslav Svoboda
Radoslav Svoboda (* 18. Dezember 1957 in Brno, Tschechoslowakei) ist ein ehemaliger tschechischer Eishockeyspieler und jetziger -trainer. Sein Sohn Petr Svoboda war ebenfalls ein professioneller Eishockeyspieler.   

## Karriere
Radoslav Svoboda begann seine Karriere als Eishockeyspieler in seiner Heimatstadt in der Nachwuchsabteilung von TJ Ingstav Brno, für den er von 1974 bis 1977 in der 1. ČNHL, der zweiten tschechoslowakischen Spielklasse, sowie der 1. Liga aktiv war. Nach einem Jahr bei VTJ Písek in der 1. Liga, spielte der Verteidiger von 1978 bis 1986 für deren Ligarivalen ASD Dukla Jihlava. Mit dem Armeesportverein aus Jihlava wurde er in den Jahren 1982, 1983, 1984 und 1985 vier Mal in Folge Tschechoslowakischer Meister. Zur Saison 1986/87 kehrte er in seine Heimatstadt zurück und spielte für den TJ Zetor Brno in der 1. Liga. Die Saison 1987/88 verbrachte er beim Esbjerg IK in der dänischen Eliteserien. Mit der Mannschaft gewann er auf Anhieb den dänischen Meistertitel. Er selbst wurde als bester Verteidiger der Eliteserien ausgezeichnet. In der Saison 1988/89 stand er erneut in Esbjerg unter Vertrag. In der Saison 1991/92 lief er für die zweite Mannschaft des EC Graz in der Nationalliga, der zweithöchsten österreichischen Eishockeyspielklasse, auf. Zuletzt spielte der Tscheche von 1992 bis 1994 für den Nationalliga-Teilnehmer UEC Mödling, ehe er seine aktive Karriere im Alter von 36 Jahren beendete.
Von 1999 bis 2002 war Svoboda als Assistenztrainer bei seinem Ex-Klub HC Dukla Jihlava aus der zweiten tschechischen Spielklasse tätig. Zur Saison 2002/03 übernahm er das Amt als Cheftrainer beim HC Žďár nad Sázavou aus der drittklassigen 2. národní hokejová liga. Im Laufe der Saison 2003/04 war er kurzfristig bei seinem Ex-Klub HC Kometa Brno als Assistenztrainer in der 1. Liga aktiv. Von 2005 bis 2007 betreute er den Drittligisten HHK Velké Meziříčí als Cheftrainer. Anschließend war er ein Jahr lang in gleicher Funktion für den ebenfalls drittklassig spielenden HC ZUBR Přerov verantwortlich. Von 2008 bis 2010 war er Assistenztrainer beim Zweitligisten HC Rebel Havlíčkův Brod. In der Saison 2010/11 stand er als Co-Trainer beim HC Vrchlabí aus der 1. Liga unter Vertrag. Am Ende der Spielzeit ging der Verein jedoch in die Insolvenz. Zur Saison 2011/12 übernahm er daher ein Engagement als Cheftrainer beim Drittligisten TJ Sršni Kutná Hora. 

### International
Für die Tschechoslowakei nahm Svoboda an den Weltmeisterschaften 1982, 1983 und 1985 teil. Zudem stand er im Aufgebot seines Landes bei den Olympischen Winterspielen 1984 in Sarajevo sowie 1981 beim Canada Cup. Bei den Weltmeisterschaften 1982 und 1983 sowie bei den Olympischen Winterspielen 1984 gewann er mit seiner Mannschaft jeweils die Silber-, bei der Weltmeisterschaft 1985 die Goldmedaille.
2020 wurde Svoboda in die Tschechische Eishockey-Ruhmeshalle aufgenommen.

## Erfolge und Auszeichnungen
- 1982 Tschechoslowakischer Meister mit ASD Dukla Jihlava
- 1983 Tschechoslowakischer Meister mit ASD Dukla Jihlava
- 1984 Tschechoslowakischer Meister mit ASD Dukla Jihlava
- 1985 Tschechoslowakischer Meister mit ASD Dukla Jihlava
- 1988 Dänischer Meister mit dem Esbjerg IK
- 1988 Bester Verteidiger der Eliteserien

### International
- 1982 Silbermedaille bei der Weltmeisterschaft
- 1983 Silbermedaille bei der Weltmeisterschaft
- 1984 Silbermedaille bei den Olympischen Winterspielen
- 1985 Goldmedaille bei der Weltmeisterschaft